# Hypoponera madecassa
Hypoponera madecassa is een mierensoort uit de onderfamilie van de Ponerinae. De wetenschappelijke naam van de soort is voor het eerst geldig gepubliceerd in 1938 door Santschi.